# 5287 Хейсю
5287 Хейсю (5287 Heishu) — астероїд головного поясу, відкритий 20 листопада 1989 року.
Тіссеранів параметр щодо Юпітера — 3,334.